# Firmat Foot Ball Club
Il Firmat Foot Ball Club è una società polisportiva argentina con sede a Firmat, sita nella Provincia di Santa Fe.
È stato fondato l'11 luglio 1907.

## Calcio
Il 30 dicembre 2007, dopo 20 anni, la squadra di Firma è stata incoronata campionessa della Liga Deportiva del Sur, dopo aver battuto 1-0 lo Sportivo Álvarez (gol dell'attaccante Sebastián "Tili" Amaya). Chiude così, nell'anno del centenario del club, una magnifica stagione sportiva (vincitore della fase regolare vincendo la Coppa Pichino Salvatori).
L'anno successivo (2008) vince il due volte scudetto vincendo per 2-0 il match decisivo della finale contro lo Sporting de Bigand.
Nel 2012, il Firmat Foot Ball Club è stato nuovamente incoronato campione della Southern League. Si sono qualificati secondi nella fase regolare, per poi eliminare Blanco y Negro de Alcorta nei quarti di finale (2 a 1(V) e 0-1(P) e Argentino de Firmat in semifinale (1-1 in trasferta e 1-0 in casa. Nella stessa finale hanno battuto in serie il San Martín de Pavón Arriba. Dapprima un pareggio per 1-1 (gol di Bonetto) in trasferta, poi al ritorno, la vittoria per 3-1 (2 gol di Emiliano Aramburu e del resto di Maximiliano Maestrocole), ottenendo il suo 7º titolo nella Liga Deportiva del Sur (1953, 1972, 1985, 1987, 2007, 2008, 2012). 
Altri titoli ottenuti:
- Campione della Lega Melincue (1932/1933/1934)
- Champion Cup Interligas 2016
- Ad agosto 2022 è diventato campione della South Sports League, conquistando il suo ottavo titolo

## Pallacanestro
La squadra di pallacanestro disputa il Torneo Nacional de Ascenso; vanta inoltre due partecipazioni nella massima serie.
Ha giocato nella National Basketball League dell'Argentina negli anni 1986 (ha raggiunto le semifinali) e 1987, ed attualmente fa parte del Torneo Federale di Pallacanestro. 
Nella stagione 2007-2008, hanno vinto il campionato di B League, la cui finale contro Gimnasia y Esgrima de Villa del Parque (GEVP) al meglio delle cinque partite ha visto il Firmat Foot Ball Club vincitore con un sonoro 3-0.